# 藤本誠之
藤本 誠之（ふじもと　のぶゆき、1965年9月25日 - ）は、マーケットアナリスト。愛称、「相場の福の神」。兵庫県神戸市東灘区出身。年間200社を超える上場企業経営者とのミーティングを行い、個人投資家に真の成長企業を紹介している証券アナリスト。”「まいど！」のあいさつ、独特の明るい語り口で人気。日興證券、マネックス証券、カブドットコム証券、SBI証券などを経て、現在は、財産ネット株式会社の企業調査部長。ラジオNIKKEIで3本の看板番組を持ち、その他テレビ出演、新聞・雑誌への寄稿も多数。ITストラテジスト、All About株式ガイド。

## 来歴
- 兵庫県立御影高等学校を経て、1988年関西大学工学部電子工学科卒。
- 日興證券（現SMBC日興証券入社）、個人営業を経て、機関投資家向けのバスケットトレーディング業務に従事。
- 1999年、日興ビーンズ証券設立時より、設立メンバーとして転籍。その後、日興ビーンズ証券はマネックス証券と合併する。
- 2008年7月、マネックス証券から、カブドットコム証券（現auカブコム証券）に移籍[1]。2010年12月、トレイダーズ証券に移籍。 2011年3月、同社を退職。のちに独立、マーケットアナリストとして活躍。2012年からマネーパートナーズのスタッフとして活動。2013年7月1日よりSBI証券投資調査部シニアマーケットアナリスト。2017年7月1日より同社客員マーケットアナリスト、また同日付けで財産ネット企業調査部長に就任。

## 著書
- 『ニュースを“半歩”先読みして、儲かる株を見つける方法 』（アスペクト）
- 『株で儲けるニュースの読み方 相場のプロが教える「先読み&裏読み」の極意』（ソフトバンククリエイティブ）
- 『儲けに直結!株価チャートドリル』（成美堂出版）

## 趣味/特技
- 熱烈な阪神タイガースファン。個人投資家向けの相場解説でも、まくら（つかみ）として阪神タイガースの話題をよく使う。
- アマチュア無線
- クワガタの養殖。TV出演もしている証券アナリストとは知らないまま、テレビ東京が、クワガタのブリーダーとして取材をしたことがある。
- 早食い。学園祭やイベント等にて、箸やスプーンを使わず、皿を傾け、直接、口の中に注ぎこむ方法で、数々のタイムレコードを打ち立てた経歴有り。
- 早飲み。阪神タイガースの応援メガホン（旧型：ラッパ型）を口にくわえて上を向き、メガホンを漏斗代わりにして、瓶ビールを２本同時逆さまにしたまま注いだものを飲み干すことができる。

## 現在の出演番組
- テレビ東京系列　「あさカブ」
- 日テレNEWS24　「まーけっとeye」
- ラジオNIKKEI第1放送　「マーケットプレス」内　"この企業に注目！相場の福の神" （ホスト、2015年7月3日 - 9月25日、同年11月6日 - ）
- ラジオNIKKEI第1放送　「まいど！相場の福の神・10ミニッツ」（パーソナリティ、2016年6月6日 - ）
- ラジオNIKKEI第1放送　「企業トップが語る！人生波瀾万丈」（ホスト、2017年10月5日 - ）
- ラジオNIKKEI第1放送　「はじめてのかぶしき」（パーソナリティ、2018年3月7日 - ）
- ラジオNIKKEI第1放送　「この企業に注目！相場の福の神ANNEX」（パーソナリティ、2018年4月13日 - ）

## 過去の出演番組
- ラジオNIKKEI第1放送　「ファイナンシャルBOX」内　"福の神 株式情報"　レギュラー
- ラジオNIKKEI第1放送　「こちカブ～こちらkabu.com投資情報室」　レギュラー
- ブルームバーグにて市況解説レギュラー
- BSジャパン　「ルック＠マーケット」　「怪人ボチボチでんな」としてもレギュラー出演